# Norimacu Ruka
Norimacu Ruka (乗松 瑠華; Hepburn: Norimatsu Ruka) (Ageo, 1996. január 30. –) japán válogatott labdarúgó.

## Klub
2014 óta az Urawa Reds csapatának játékosa, ahol 65 bajnoki mérkőzésen lépett pályára és 1 gólt szerzett.

## Nemzeti válogatott
A japán U17-es válogatott tagjaként részt vett a 2012-es U17-es világbajnokságon. A japán U20-as válogatott tagjaként részt vett a 2016-os U20-as világbajnokságon.
2014-ben debütált a japán válogatottban. A japán válogatott tagjaként részt vett a 2014-es Ázsia-kupán. A japán válogatottban 2 mérkőzést játszott.

## Statisztika
| Japán válogatott | Japán válogatott | Japán válogatott |
| Időszak          | Mérk.            | gól              |
| ---------------- | ---------------- | ---------------- |
| 2014             | 2                | 0                |
| Összesen         | 2                | 0                |

## Sikerei, díjai
Japán válogatott
- Ázsia-kupa:  Arany; 2014
- U20-as világbajnokság:  Bronz; 2016

Klub
- Japán bajnokság: 2014

Egyéni
- Az év Japán csapatában: 2014